# Tramvajová smyčka Potulicka

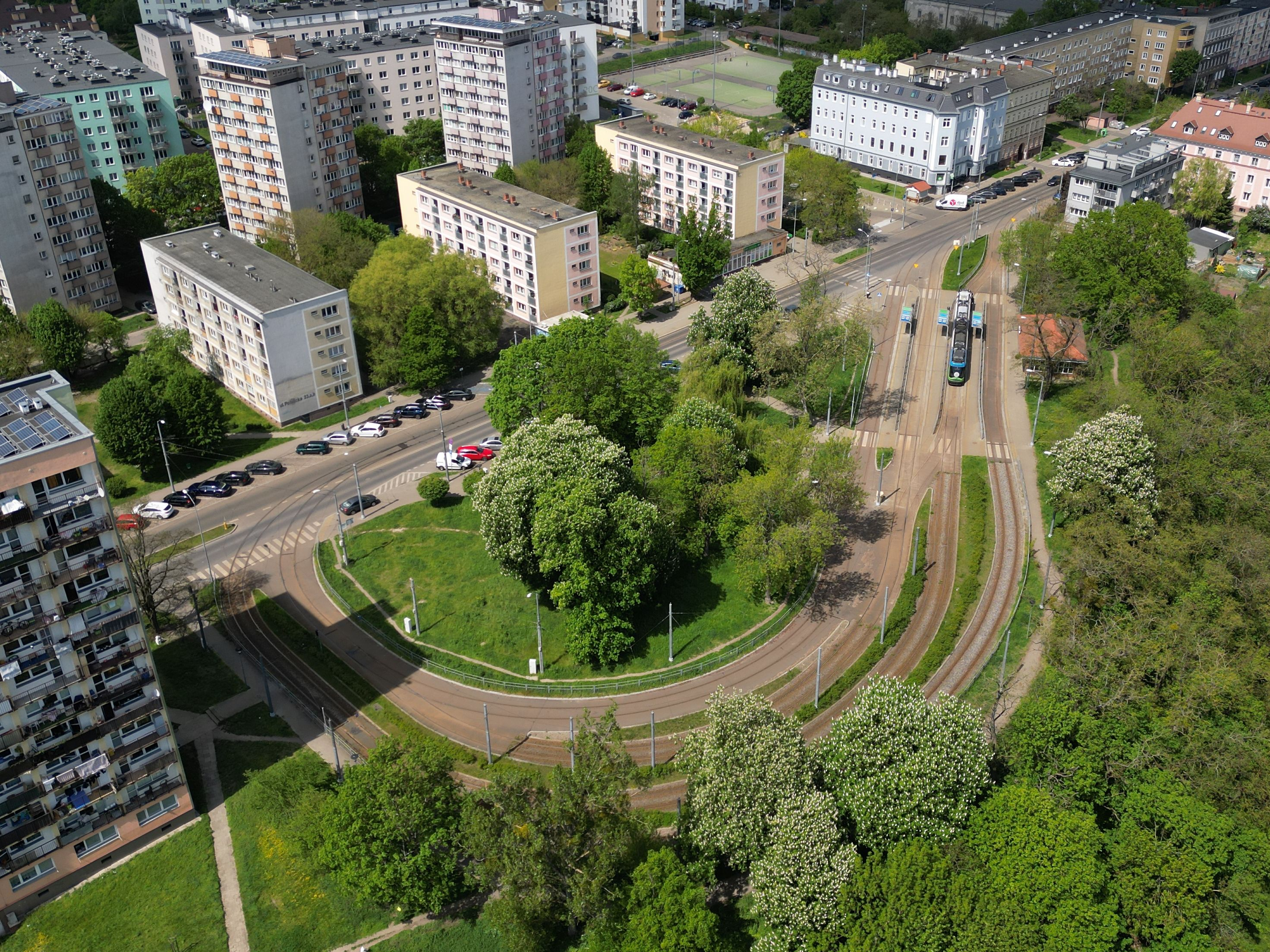
Tramvajová smyčka Potulicka v roce 2023

Potulicka je hlavová smyčka ukončující štětínskou tramvajovou trať Brama Portowa – Potulicka. Smyčka se nachází na prostranství po levé straně ulice Potulické na sídlišti Nové Město. Do provozu byla uvedena 14. června 1969, kdy nahradila konečnou zastávku Operetka.

## Historie
Od 14. století až do roku 1880 se na místě dnešní smyčky nacházel hřbitov známý pod názvem Oberwieker Friedhof. Během druhé světové války byly zbytky hřbitova zničeny. V roce 1969 byla na místě bývalého hřbitova vybudována tramvajová smyčka se třemi kolejemi. V letech 2013 až 2015 byla smyčka renovována a rozšířena o novou kolej.

## Popis
Ve smyčce jsou čtyři provozní koleje. K dispozici jsou čtyři nástupní a jedno výstupní stanoviště.